# 16507 Fuuren
16507 Fuuren (1990 UM2) là một tiểu hành tinh vành đai chính được phát hiện ngày 24 tháng 10 năm 1990 bởi K. Endate và K. Watanabe ở Kitami.